# Noxiptilina
Noxiptilina (nomes comerciais Agedal, Elronon, Nogedal), também conhecido como noxiptilina e dibenzoxina, é um antidepressivo tricíclico (abreviados na literatura como TCA, do inglês tricyclic antidepressant) que foi introduzido na Europa nos anos 1970 para o tratamento de depressão. Apresenta efeitos como os da imipramina, atuando como um inibidor da recaptação da serotonina e da norepinefrina, entre outras propriedades. Dos TCAs, noxiptilina tem sido descrita como uma das mais eficazes, rivalizando com a amitriptilina em eficácia clínica.